# ウィレム・カルフ
ウィレム・カルフ（Willem Kalf, 1619年-1693年）は、17世紀後半に活躍したオランダの静物画家。

## 生涯
ウィレム・カルフは1619年にロッテルダムに生まれた。カルフの父親は織物商人であり、裕福な家系であった。6歳の時父親が亡くなり、母親とロッテルダムで暮らしていたが、絵に興味を持つようになった。ロッテルダムの画家ウィレム・バイテウェッヘ(1591/1592-1624)に影響を受けた可能性がある。19歳になった1638年に母親が亡くなった後、ロッテルダムをでてデンハーグに移った。 ドルトレヒトで修業した可能性もある。1630年代後半から1641年ころに、カルフはフランスへと旅をし、パリのサン＝ジェルマン＝デ＝プレのフランドル人画家たちと交流した。パリでは小さな素朴な室内画や静物画を描いた。
カルフの室内画は野菜や籠、壺や鍋といった品が静物画のように前面に配置され、人物は背景の暗がりにはっきりしない形で描かれている。1640年代にはそういった素朴な作品から、豪華で華美な静物画へと移ってゆく。
1646年9月にロッテルダムに戻ったとされるが、1651年に結婚し、アムステルダムに居を構える。1680年以降は画商として活動し、絵を描くことは少なくなっていった。

## ギャラリー

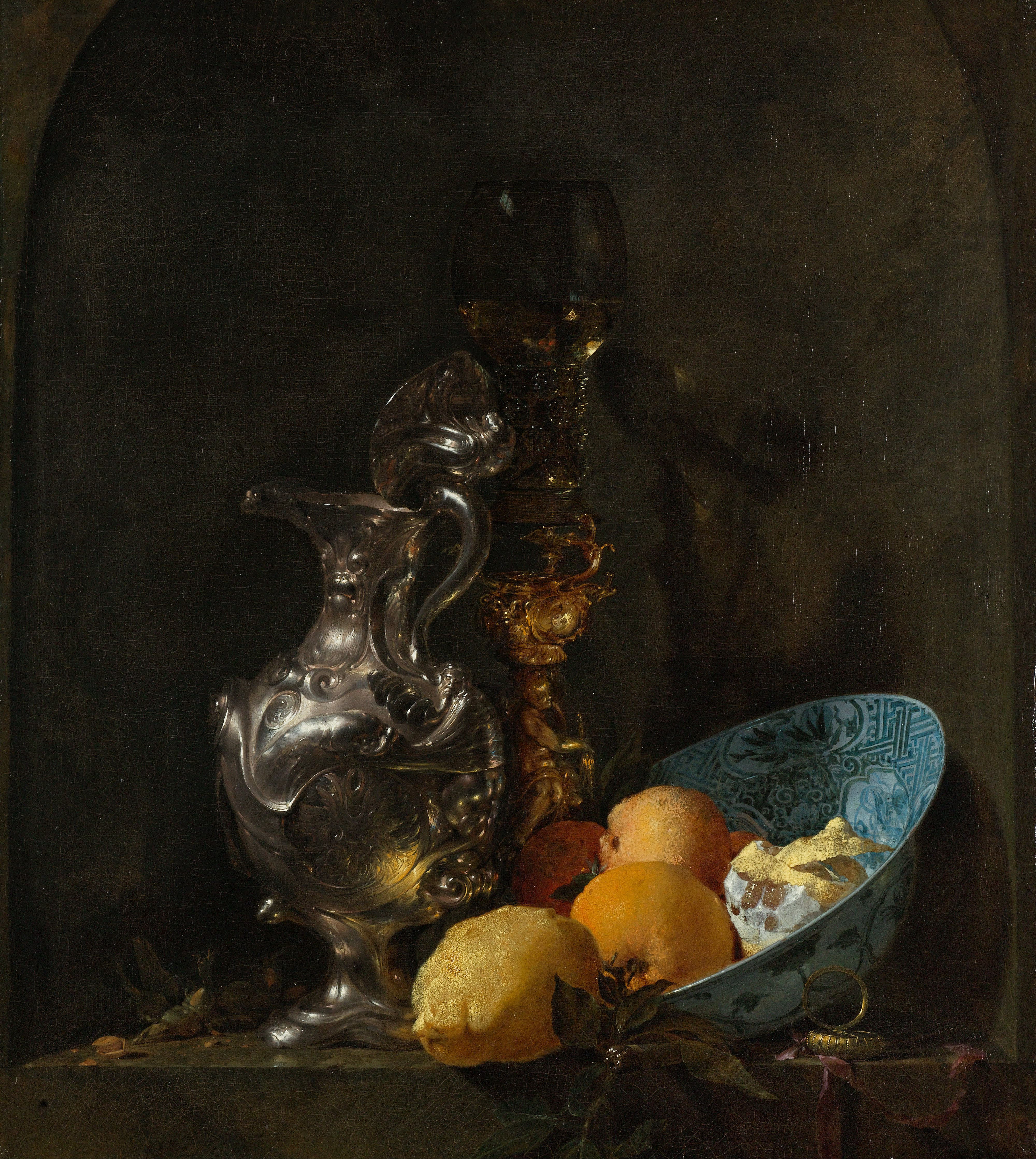
Still-Life with Silver Ewer, 1656年頃, アムステルダム国立美術館
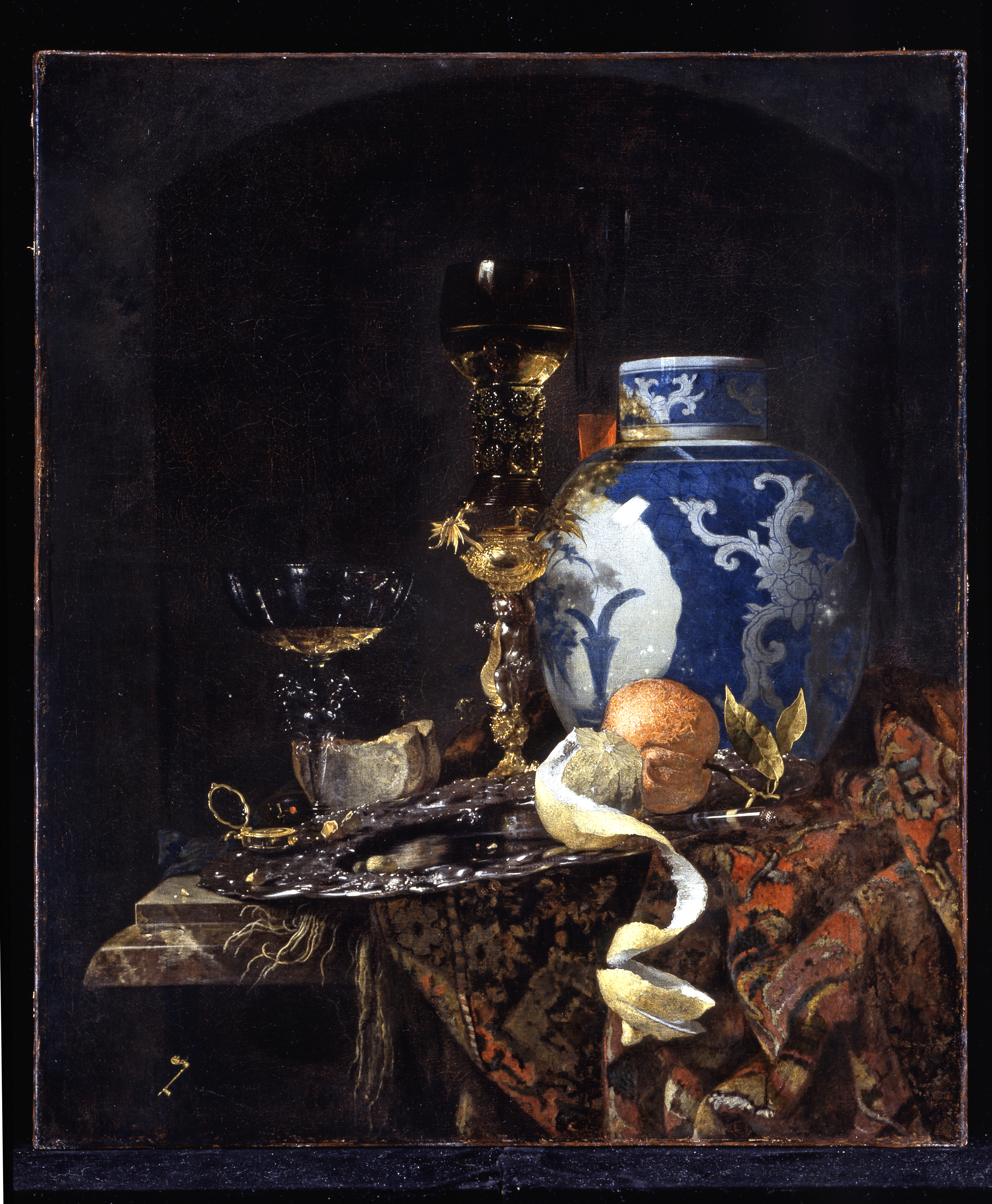
『中国の陶磁器の壺がある静物』, 1669年, インディアナポリス美術館
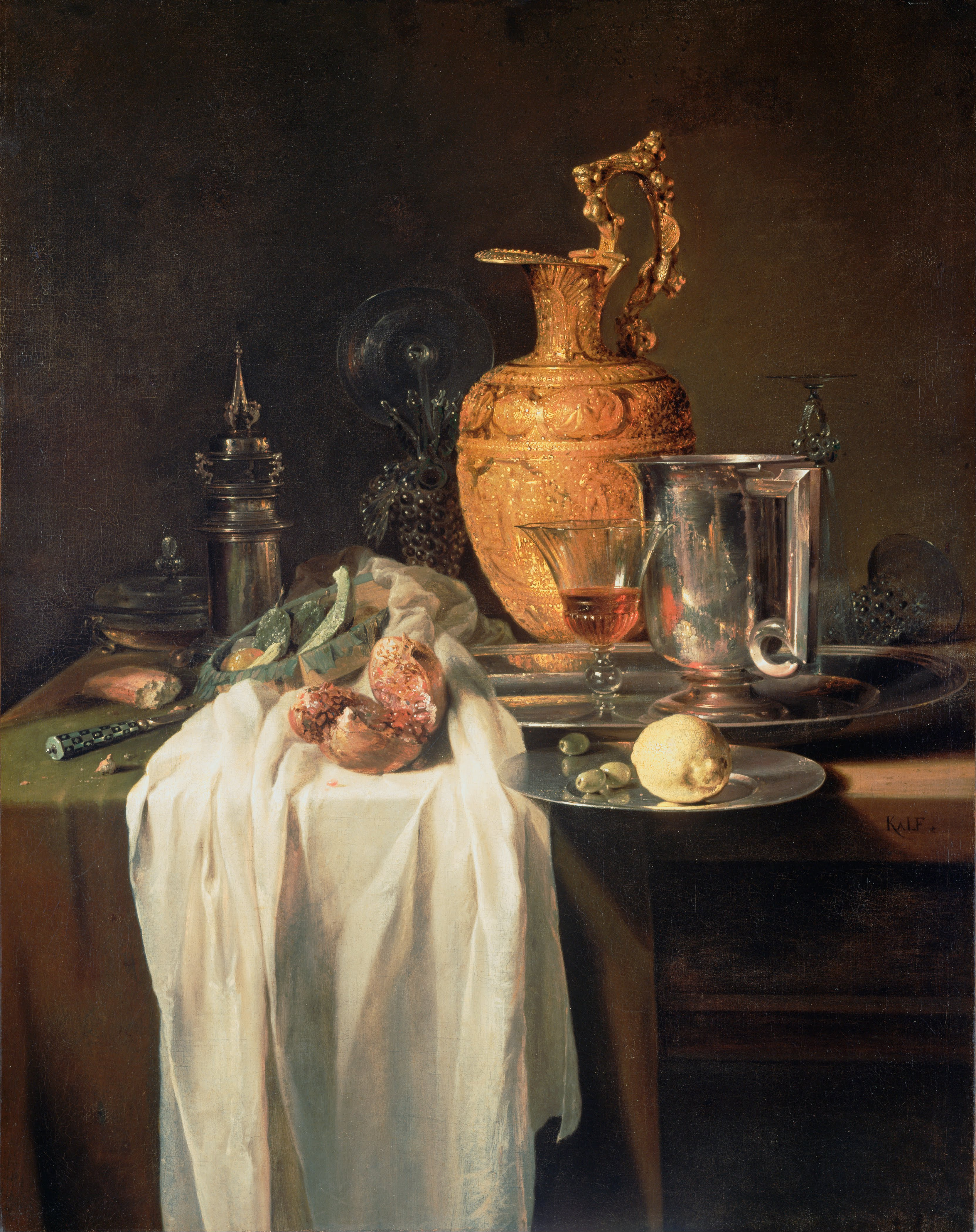
『水差し、食器、ザクロのある静物』
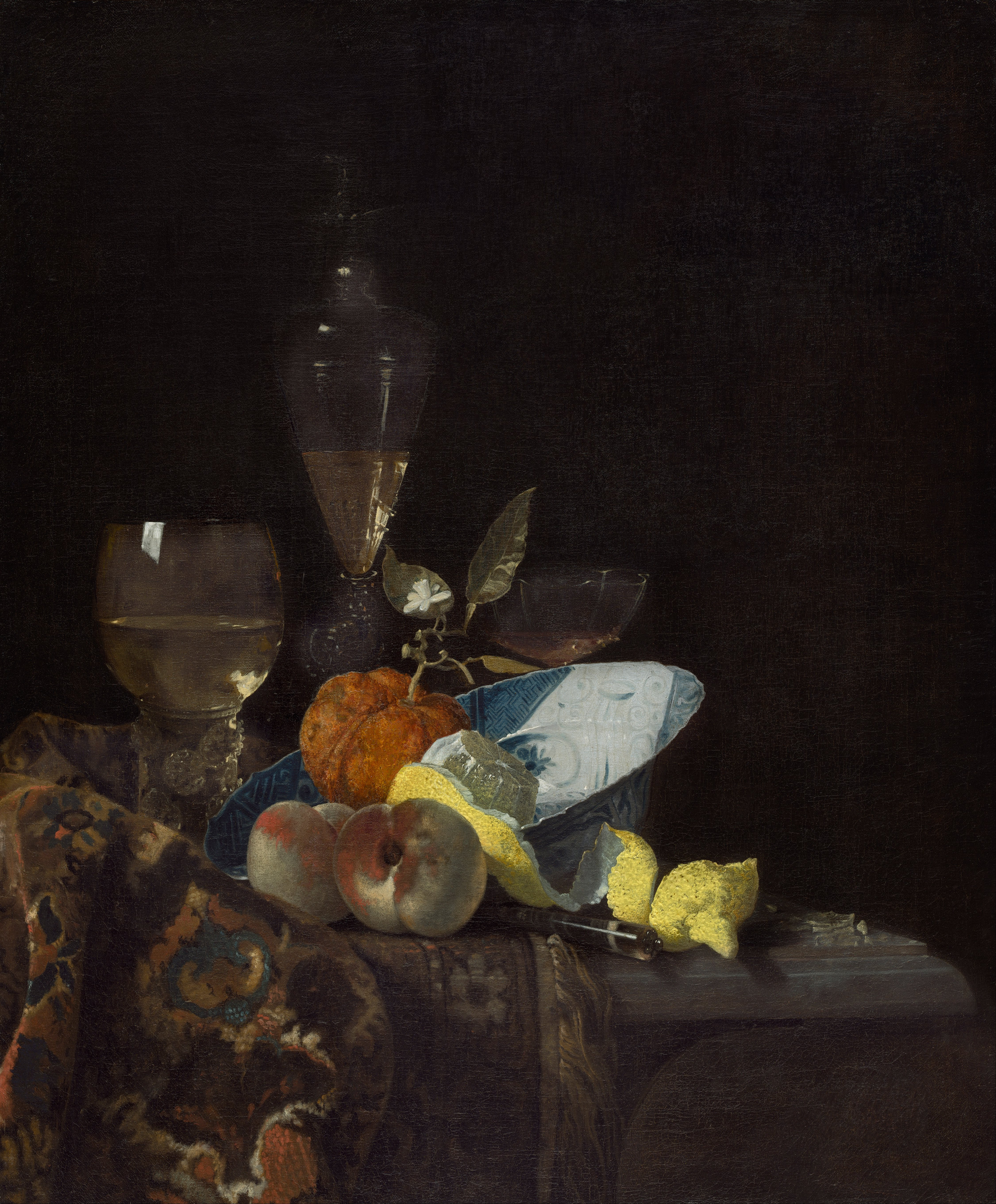
『静物』
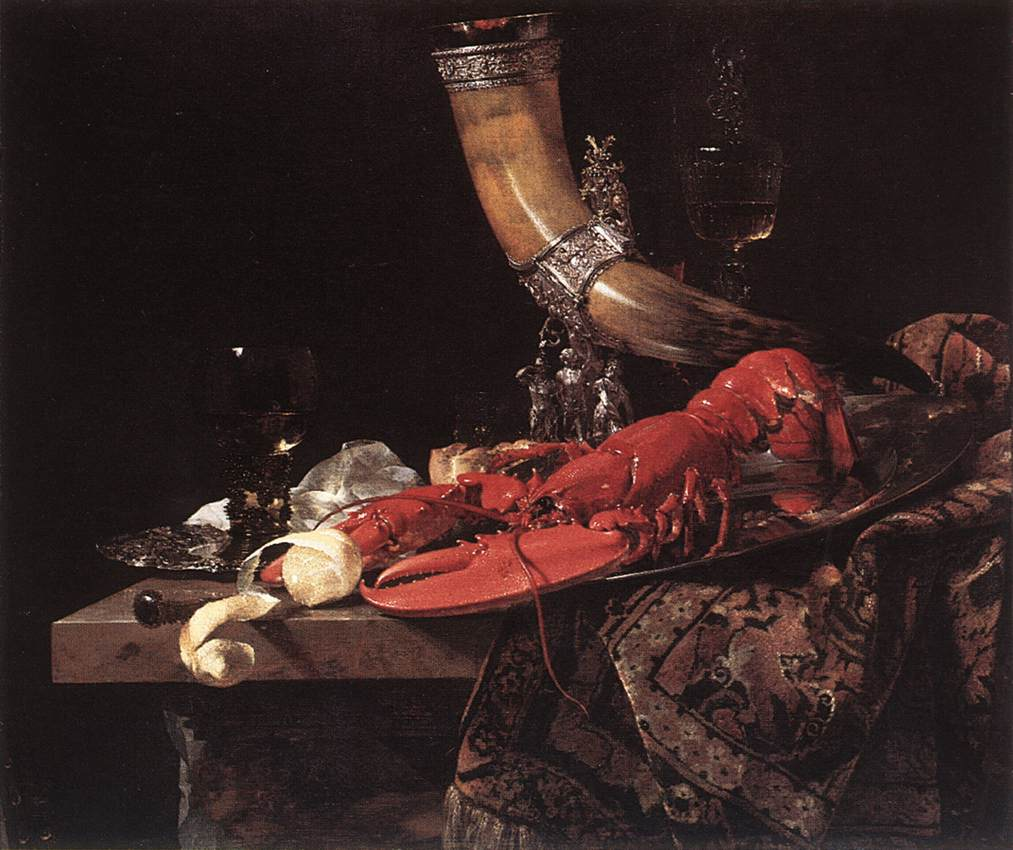
『ロブスター、角笛杯、グラスのある静物』, 1653年頃, ロンドン ナショナル・ギャラリー
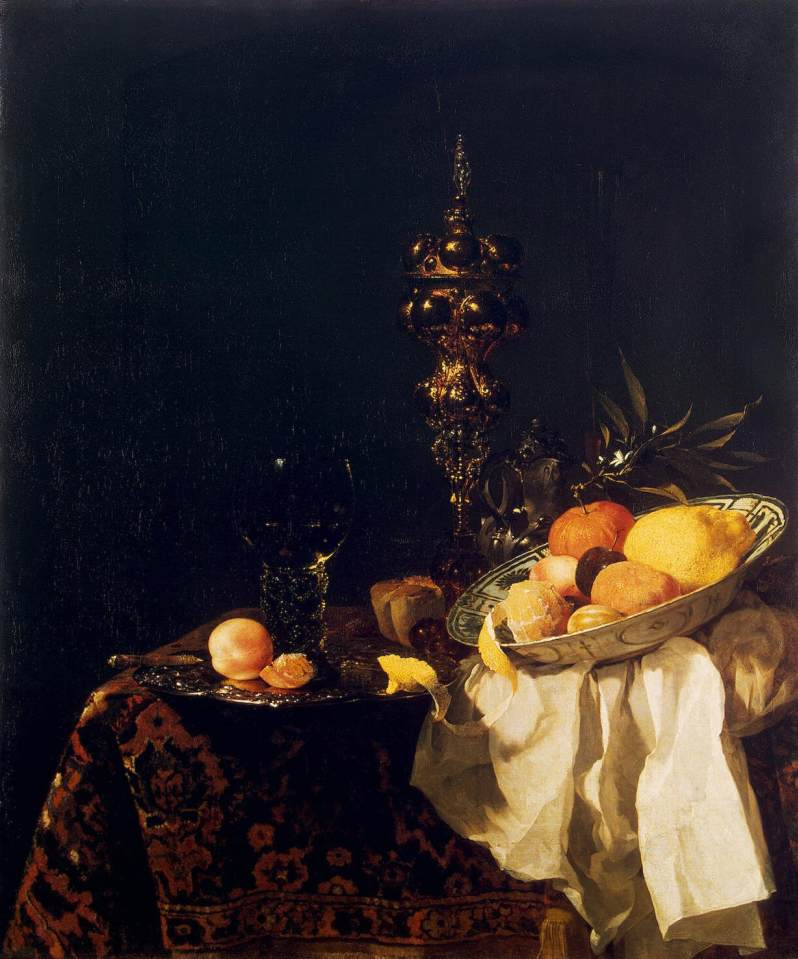
『静物』, 1653-1654年, エルミタージュ美術館
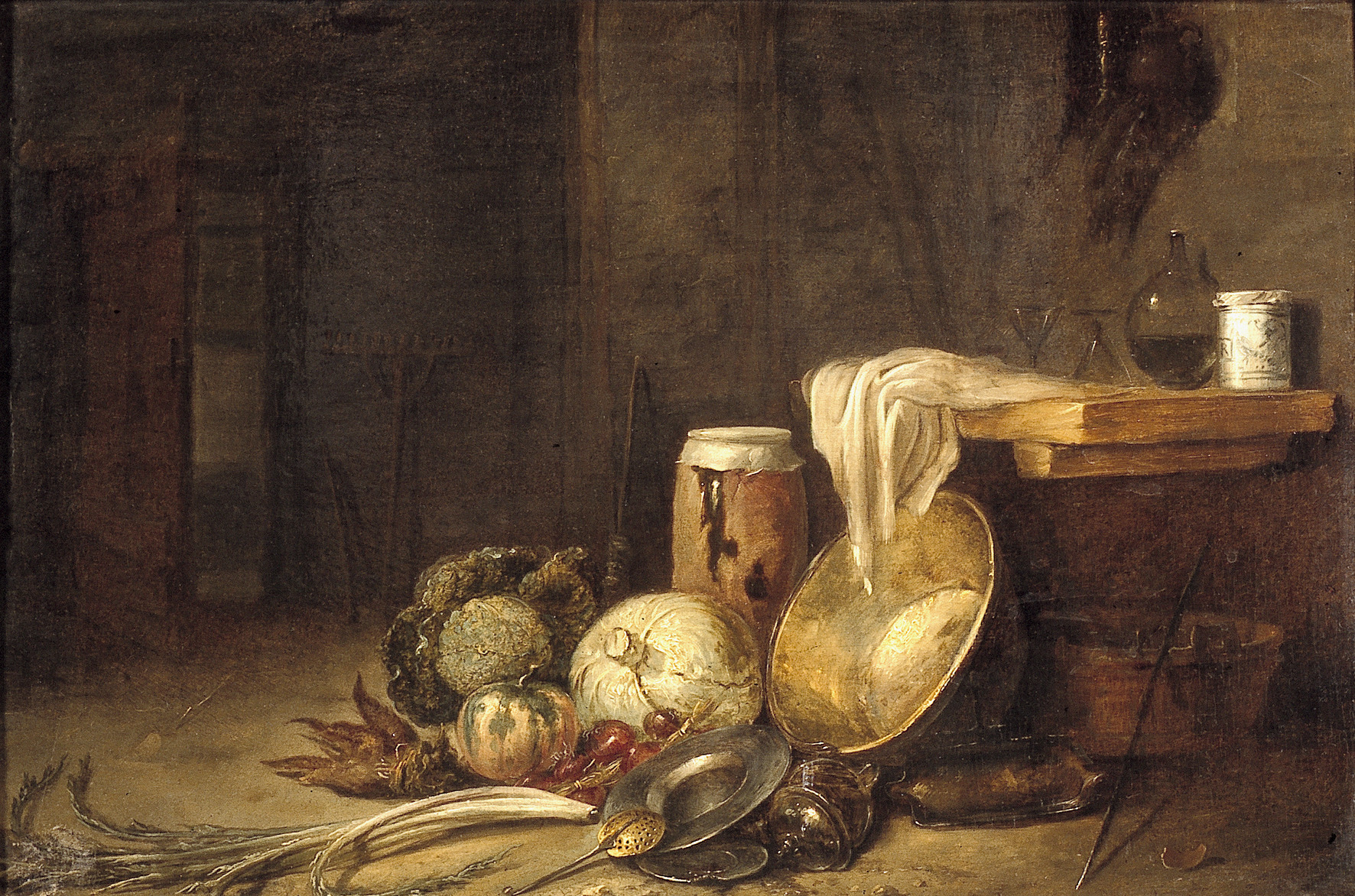
『野菜のある農家の家の室内』
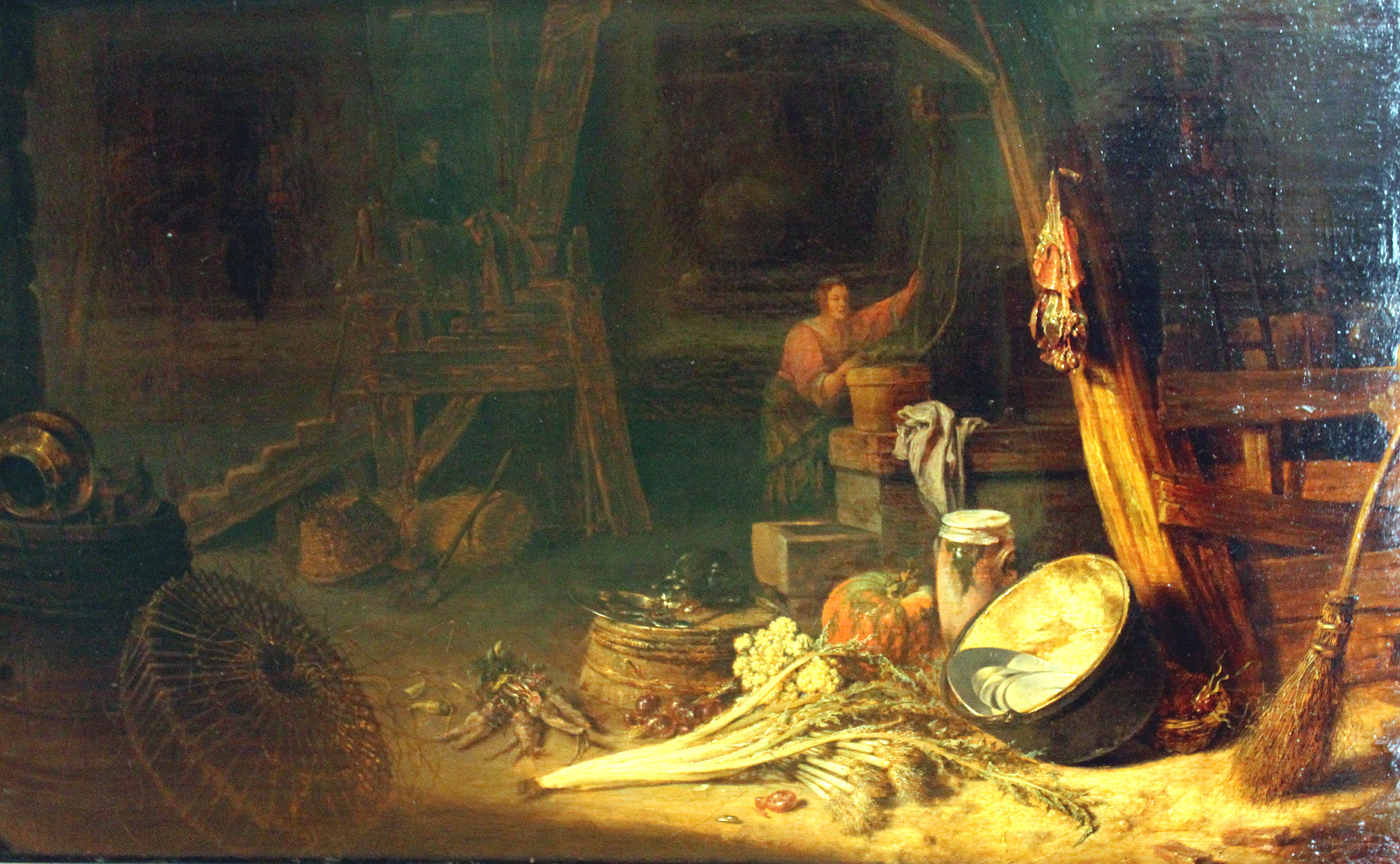
『井戸のところに女性のいる農家の室内』

## 参照
1. 1 2 3 4 5  
   "Willem Kalf (1622–1693)" (history, note year "1622" revised),
   Artfact, 1986-2007, webpage:
http://www.artfact.com/features/viewArtist.cfm?artistRef=KZUVLCC1Z4
2. ↑  Willem Kalf at National Gallery, London